# Szentlélek alászállása fatemplom (Felsőfüld)
A felsőfüldi Szentlélek alászállása fatemplom műemlékké nyilvánított épület Romániában, Szilágy megyében. A romániai műemlékek jegyzékében az  SJ-II-m-A-05053 sorszámon szerepel.